# Frédéric (pièce de théâtre)
Pour les articles homonymes, voir Frédéric.
 (décembre 2015).
Si vous disposez d'ouvrages ou d'articles de référence ou si vous connaissez des sites web de qualité traitant du thème abordé ici, merci de compléter l'article en donnant les références utiles à sa vérifiabilité et en les liant à la section « Notes et références ».
Frédéric est une pièce de théâtre de Robert Lamoureux, mise en scène par Pierre Mondy en 1970.

## Argument
Cette pièce est située de nos jours dans une centrale atomique française, sur une île du Pacifique. Pour avoir trop de mémoire, Frédéric Sautel, un homme modeste et effacé devient, malgré lui, le héros d'une très importante affaire d'espionnage. Chef électricien à la centrale, il occupe ses loisirs en se préparant à la finale d'un jeu télévisé avec l'aide de trois amis. Doué d'une mémoire phénoménale il répond à toutes les questions, cependant un problème l'inquiète : il sait peu de choses sur le nucléaire. Afin de combler cette lacune il s'adresse au professeur Cotteret qui lui prête un livre de vulgarisation. À l'intérieur de ce livre Frédéric trouve un manuscrit contenant une formule de physique nucléaire de la plus haute importance et c'est là que les ennuis commencent.

## Fiche technique
- Auteur : Robert Lamoureux
- Mise en scène : Pierre Mondy
- Décors : Roger Harth
- Costumes : Donald Cardwell
- Date : Enregistrée au Théâtre Marigny en 1970

## Distribution
- Robert Lamoureux : Frédéric Sautel
- Magali de Vendeuil : Mme Sautel
- Chantal Nobel : Mlle Kauss
- Maurice Risch :
- Robert Rollis :
- Yves Peneau : le professeur Cotteret
- Yves Brainville :
- Paul Mercey :
- Jean Topart :